# Dennie Moore
Pour les articles homonymes, voir Moore.
Deena Rivka Moore, née le 30 décembre 1902 à New York, ville où elle est morte le 22 février 1978, est une actrice américaine, connue comme Dennie Moore.

## Biographie
En sa ville natale, Dennie Moore commence sa carrière au théâtre à Broadway, où elle joue principalement dans des pièces, la première en 1927. Sa deuxième pièce est Le Procès de Mary Dugan (en) de Bayard Veiller (1927-1928, avec Ann Harding dans le rôle-titre). Ultérieurement, citons Ah, Solitude ! (en) d'Eugene O'Neill (1941, avec Harry Carey et Enid Markey) et Le Journal d'Anne Frank, adaptation mise en scène par Garson Kanin de l'œuvre éponyme d'Anne Frank (1955-1957, avec Susan Strasberg et Joseph Schildkraut).
Toujours à Broadway, s'ajoutent deux comédies musicales dans les années 1930 et une revue en 1944-1945. Elle se retire définitivement après Le Journal d'Anne Frank et demeure à New York, où elle meurt à 75 ans, en 1978.
Au cinéma, Dennie Moore contribue à vingt-deux films américains, depuis Sylvia Scarlett (1935, avec Katharine Hepburn dans le rôle-titre et Cary Grant) jusqu'à Agence Cupidon (1951, avec Jeanne Crain et Scott Brady), tous deux réalisés par George Cukor.
Entretemps, mentionnons Ange d'Ernst Lubitsch (1937, avec Marlene Dietrich et Herbert Marshall), Femmes de George Cukor (1939, avec Norma Shearer et Joan Crawford), Mademoiselle et son bébé de Garson Kanin (1939, avec Ginger Rogers et David Niven), Dive Bomber de Michael Curtiz (son antépénultième film, 1941, avec Errol Flynn et Fred MacMurray), ainsi que Anna Lucasta d'Irving Rapper (son avant-dernier film, 1949, avec Paulette Goddard dans le rôle-titre et Oskar Homolka).

## Théâtre à Broadway (intégrale)
(pièces, sauf mention contraire)
- 1927 : A Lady in Love de Dorrance Davis : Moll
- 1927-1928 : Le Procès de Mary Dugan (The Trial of Mary Dugan) de Bayard Veiller : Mary Harris
- 1928-1929 : Jarnegan de Charles Beahan et Garrett Fort, mise en scène de Richard Bennett : Sally
- 1929 : Conflict de Warren F. Lawrence : Mary Bishop
- 1929 : Cross Roads de Martin Flavin : une fille
- 1930 : Phantoms d'A. E. Snitt et L. Sand : Betty Jackson
- 1930 : Torch Song de Kenyon Nicholson : Edna Kinsey
- 1931 : Anatol d'Arthur Schnitzler : Hilda
- 1931 : East Wind, comédie musicale, musique de Sigmund Romberg, livret d'Oscar Hammerstein II et Frank Mandel, lyrics et mise en scène d'Oscar Hammerstein II, costumes de Charles Le Maire : Lorraine Fortier
- 1932 : The Man Who Reclaimed His Head de Jean Bart, mise en scène d'Herbert J. Biberman : Chonchon
- 1932 : The Great Magoo de Ben Hecht et Gene Fowler, mise en scène de George Abbott : Jackie
- 1932-1933 : Twentieth Century de Ben Hecht et Charles MacArthur, mise en scène de George Abbott : Anita Highland
- 1933 : Man Bites Dog de Don Lochbiler et Arthur Barton : Renee Brennan
- 1933-1934 : The Pursuit of Happiness d'Alan Child et Isabelle Louden : Meg
- 1934-1935 : Say When, comédie musicale, musique de Ray Henderson, lyrics de Ted Koehler, livret de Jack McGowan, costumes de Charles Le Maire : Aimee Bates
- 1936-1937 : Swing Your Lady de Kenyon Nicholson et Charles Robinson : Cookie McGinn
- 1937 : Hitch Your Wagon de Bernard C. Schoenfeld, mise en scène de Garson Kanin : Mlle Schwartz
- 1937 : In Clover d'Allan Scott, mise en scène de Bretaigne Windust : Polly LaVarre Brewer
- 1941 : Ah, Solitude ! (Ah, Wilderness!) d'Eugene O'Neill, mise en scène d'Eva Le Gallienne : Belle[3]
- 1942 : Johnny on a Spot de (et mise en scène par) Charles MacArthur : Pearl Lamonte
- 1944 : Over 21 de Ruth Gordon, mise en scène de George S. Kaufman : Mme Foley
- 1944-1945 : Seven Lively Arts, revue, musique et lyrics de Cole Porter, sketches de Moss Hart, George S. Kaufman et Ben Hecht, décors de Norman Bel Geddes : Lady Carleton / Mme Day
- 1945 : Star-Spangled Family de B. Harrison Orkow, mise en scène de William Castle : Gwen Purchase
- 1949-1950 : The Rat Race de (et mise en scène par) Garson Kanin : Edie Kerry[4]
- 1955-1957 : Le Journal d'Anne Frank (The Diary of Anne Frank) de Frances Goodrich et Albert Hackett, d'après l'œuvre éponyme d'Anne Frank, mise en scène de Garson Kanin, costumes d'Helene Pons : Petronella van Daan[5]

## Filmographie partielle

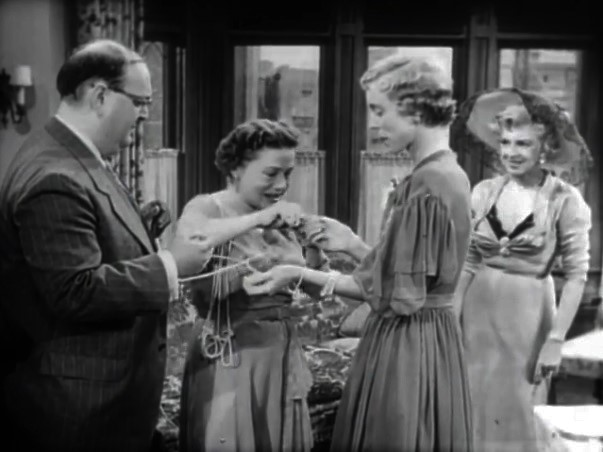
De g. à d. : Zero Mostel, Thelma Ritter, Nancy Kulp et Dennie Moore, dans Agence Cupidon (1951)

- 1935 : Sylvia Scarlett de George Cukor : Maudie Tilt
- 1936 : Meet Nero Wolfe d'Herbert J. Biberman : Mazie Gray
- 1937 : Sous-marin D-1 (Submarine D-1) de Lloyd Bacon : Arabella
- 1937 : Ange d'Ernst Lubitsch : Emma MacGillicuddy Wilton
- 1937 : Un homme a disparu (The Perfect Specimen) de Michael Curtiz : Clarabelle
- 1938 : Joyeux Compères (Cowboy from Brooklyn) de Lloyd Bacon : Abby Pitts
- 1938 : Le Vantard (Boy Meets Girl) de Lloyd Bacon : Mlle Crews
- 1939 : Mademoiselle et son bébé (Bachelor Mother) de Garson Kanin : Mary
- 1939 : Divorcé malgré lui (Eternally Yours) de Tay Garnett : une serveuse
- 1939 : Femmes (The Women) de George Cukor : Olga (la manucure)
- 1940 : Women in War de John H. Auer : Ginger
- 1940 : Saturday's Children de Vincent Sherman
- 1941 : Bombardiers en piqué (Dive Bomber), de Michael Curtiz  : Mme James
- 1949 : Anna Lucasta d'Irving Rapper : Blanche
- 1951 : Agence Cupidon (The Model and the Marriage Broker) de George Cukor : Mme Bea Gingras